# 牧田覚三郎
牧田 覚三郎（まきた かくさぶろう、1889年〈明治22年〉12月1日 - 1964年〈昭和39年〉5月31日）は、日本の海軍軍人。海兵38期・海大20期。最終階級は海軍中将。

## 経歴
静岡県出身。牧田市次郎の二男として生れる。
1910年7月、海軍兵学校を卒業（兵38期、卒業席次 31位／149名）。
翌年の1911年12月に海軍少尉任官。海軍水雷学校高等科、同特修科を卒業し、第2水雷戦隊参謀を経て、1922年11月、海軍大学校（甲種20期）を卒業した。
第1艦隊参謀、「長門」通信長、アメリカ駐在、アメリカ大使館付武官補佐官、軍令部第2班第4課参謀、第2艦隊参謀、海大教官、軍令部第4班第9課長、同第4部第8課長、「五十鈴」艦長、海軍通信学校教頭、「霧島」艦長などを経て、1937年12月、海軍少将に進級。通信学校長、廈門方面特別根拠地隊司令官、第6戦隊司令官などを歴任。
太平洋戦争開戦時には、上海方面根拠地隊兼上海海軍特別陸戦隊司令官であった。1941年10月、海軍中将となり、第1遣支艦隊司令長官、大阪警備府司令長官、舞鶴鎮守府司令長官を歴任し、1945年3月、予備役に編入された。
1947年11月、公職追放の仮指定を受けた。